# Sphaerocephalus heterostichus
Sphaerocephalus heterostichus là một loài rêu trong họ Aulacomniaceae. Loài này được Hedw. E. Britton mô tả khoa học đầu tiên năm 1894.